# دوه‌دره‌سی (چای)
دوه‌دره‌سی (به ترکی استانبولی: Devederesi) یک منطقهٔ مسکونی در ترکیه است که در چای (شهر) واقع شده‌است. دوه‌دره‌سی ۴۳۴ نفر جمعیت دارد.